# Zoo Tycoon DS
Zoo Tycoon DS é a versão para Nintendo DS do jogo de simulação de negócios Zoo Tycoon. Uma sequela do jogo, intitulada Zoo Tycoon 2 DS, foi lançada em 2008.

## Conteúdo
Os gráficos e a jogabilidade são um tanto semelhantes aos do primeiro jogo Zoo Tycoon. No entanto, na versão DS, o terreno está em formato de grade e não se mistura suavemente com outros tipos de terreno como acontece nas versões para PC e Mac.[carece de fontes?]
Os objetos e os animais disponíveis no jogo também são os incluídos no primeiro jogo Zoo Tycoon.[carece de fontes?]
O jogo tem duas opções de jogabilidade: tutorial/cenário ou modo livre. O modo Tutorial/Cenário conduz o jogador por vários jogos curtos, cada um com um objetivo previamente definido, de dificuldade crescente. O modo livre permite que os jogadores criem um jardim zoológico sem restrições de tempo e objetivos.[carece de fontes?]

## Recepção
O Zoo Tycoon DS recebeu críticas mistas a negativas, com uma pontuação média de 44,96% no GameRankings e 44/100 no Metacritic, indicando "críticas geralmente desfavoráveis". Greg Mueller, ao analisar o Zoo Tycoon DS para a GameSpot, rejeitou os gráficos do jogo, criticando como "de todos os 50 animais [no jogo], apenas alguns deles realmente têm aparências distintas. Vê-se a mesma mancha castanha a mover-se ao usar os mesmos dois ou três quadros de animação repetidamente, o que simplesmente não parece natural.". Muller também criticou a quase total falta de música e efeitos sonoros, observando que "poderia jogar este jogo sem som, sem perder nada. Pode ser privado do barulho de varredura que os funcionários da manutenção fazem, mas também ode simplesmente pegar numa vassoura e fazer o barulho sozinho, o que, aliás, provavelmente seria tão divertido quanto jogar este jogo.". Dan Adams, do IGN, também criticava fortemente o jogo, desesperadamente abrindo a sua crítica com as palavras, enquanto enviava a si mesmo ameaças de morte: "Por favor me mate. Eu só quero morrer. O Zoo Tycoon DS sugou a vontade de viver dos meus olhos e deixou-se sem nada além de mãos apertadas... Não me lembro da última vez que vi um jogo tão feio e com tantas deficiências." A crítica mais positiva veio da Nintendo Power, que elogiou o jogo por "reproduzir fielmente a experiência Zoo Tycoon " na Nintendo DS.
iO Zoo Tycoon DS recebeu um prêmio de vendas "Platinum" da Entertainment and Leisure Software Publishers Association (ELSPA), indicando vendas de pelo menos 300.000 cópias no Reino Unido.